# Liste des matchs de l'équipe de Gibraltar de football
Cette liste présente les matchs de l'Équipe de Gibraltar de football par adversaire rencontré. Lorsqu'une rivalité footballistique particulière existe entre Gibraltar et un autre pays, une page spécifique est parfois proposée.
| Année | #  | Date          | Compétition                                      | Adversaire           | Résultat |
| ----- | -- | ------------- | ------------------------------------------------ | -------------------- | -------- |
| 2013  | 1  | 19 novembre   | Amical                                           | Slovaquie            | 0-0      |
| 2014  | 2  | 1er mars      | Amical                                           | Îles Féroé           | 1-4      |
|       | 3  | 5 mars        | Amical                                           | Estonie              | 0-2      |
|       | 4  | 26 mai        | Amical                                           | Estonie              | 1-1      |
|       | 5  | 4 juin        | Amical                                           | Malte                | 1-0      |
|       | 6  | 7 septembre   | Euro 2016 (qualifications)                       | Pologne              | 0-7      |
|       | 7  | 11 octobre    | Euro 2016 (qualifications)                       | République d'Irlande | 0-7      |
|       | 8  | 14 octobre    | Euro 2016 (qualifications)                       | Géorgie              | 0-3      |
|       | 9  | 14 novembre   | Euro 2016 (qualifications)                       | Allemagne            | 0-4      |
| 2015  | 10 | 29 mars       | Euro 2016 (qualifications)                       | Écosse               | 1-6      |
|       | 11 | 7 juin        | Amical                                           | Croatie              | 0-4      |
|       | 12 | 13 juin       | Euro 2016 (qualifications)                       | Allemagne            | 0-7      |
|       | 13 | 4 septembre   | Euro 2016 (qualifications)                       | République d'Irlande | 0-4      |
|       | 14 | 7 septembre   | Euro 2016 (qualifications)                       | Pologne              | 1-8      |
|       | 15 | 8 octobre     | Euro 2016 (qualifications)                       | Géorgie              | 0-4      |
|       | 16 | 11 octobre    | Euro 2016 (qualifications)                       | Écosse               | 0-6      |
| 2016  | 17 | 23 mars       | Amical                                           | Liechtenstein        | 0-0      |
|       | 18 | 29 mars       | Amical                                           | Lettonie             | 0-5      |
|       | 19 | 1er septembre | Amical                                           | Portugal             | 0-5      |
|       | 20 | 6 septembre   | Coupe du monde de football 2018 (qualifications) | Grèce                | 1-4      |
|       | 21 | 7 octobre     | Coupe du monde de football 2018 (qualifications) | Estonie              | 0-4      |
|       | 22 | 10 octobre    | Coupe du monde de football 2018 (qualifications) | Belgique             | 0-6      |
|       | 23 | 13 novembre   | Coupe du monde de football 2018 (qualifications) | Chypre               | 1-3      |
| 2017  | 24 | 26 mars       | Coupe du monde de football 2018 (qualifications) | Bosnie-Herzégovine   | 0-5      |
|       | 25 | 9 juin        | Coupe du monde de football 2018 (qualifications) | Chypre               | 1-2      |
|       | 26 | 31 août       | Coupe du monde de football 2018 (qualifications) | Belgique             | 0-9      |
|       | 27 | 3 septembre   | Coupe du monde de football 2018 (qualifications) | Bosnie-Herzégovine   | 0-4      |
|       | 28 | 7 octobre     | Coupe du monde de football 2018 (qualifications) | Estonie              | 0-6      |
|       | 29 | 10 octobre    | Coupe du monde de football 2018 (qualifications) | Grèce                | 0-4      |
| 2018  | 30 | 25 mars       | Amical                                           | Lettonie             | 1-0      |
|       | 31 | 6 septembre   | Ligue des nations de l'UEFA 2018-2019            | Macédoine            | 0-2      |
|       | 32 | 9 septembre   | Ligue des nations de l'UEFA 2018-2019            | Liechtenstein        | 0-2      |
|       | 33 | 13 octobre    | Ligue des nations de l'UEFA 2018-2019            | Arménie              | 1-0      |
|       | 34 | 16 octobre    | Ligue des nations de l'UEFA 2018-2019            | Liechtenstein        | 2-1      |
|       | 35 | 16 novembre   | Ligue des nations de l'UEFA 2018-2019            | Arménie              | 2-6      |
|       | 36 | 19 novembre   | Ligue des nations de l'UEFA 2018-2019            | Macédoine            | 0-4      |
| 2019  | 37 | 23 mars       | Euro 2020 (qualifications)                       | République d'Irlande | 0-1      |
|       | 38 | 26 mars       | Amical                                           | Estonie              | 0-1      |
|       | 39 | 7 juin        | Euro 2020 (qualifications)                       | Géorgie              | 0-3      |
|       | 40 | 10 juin       | Euro 2020 (qualifications)                       | République d'Irlande | 0-2      |
|       | 41 | 5 septembre   | Euro 2020 (qualifications)                       | Danemark             | 0-6      |
|       | 42 | 8 septembre   | Euro 2020 (qualifications)                       | Suisse               | 0-4      |
|       | 43 | 10 octobre    | Amical                                           | Kosovo               | 0-1      |
|       | 44 | 15 octobre    | Euro 2020 (qualifications)                       | Géorgie              | 2-3      |
|       | 45 | 15 novembre   | Euro 2020 (qualifications)                       | Danemark             | 0-6      |
|       | 46 | 18 novembre   | Euro 2020 (qualifications)                       | Suisse               | 1-6      |
| 2020  | 47 | 5 septembre   | Ligue des nations de l'UEFA 2020-2021            | Saint-Marin          | 1-0      |
|       | 48 | 8 octobre     | Amical                                           | Malte                | 0-2      |
|       | 49 | 10 octobre    | Ligue des nations de l'UEFA 2020-2021            | Liechtenstein        | 1-0      |
|       | 50 | 11 novembre   | Amical                                           | Bulgarie             | 0-3      |
|       | 51 | 14 novembre   | Ligue des nations de l'UEFA 2020-2021            | Saint-Marin          | 0-0      |
|       | 52 | 17 novembre   | Ligue des nations de l'UEFA 2020-2021            | Liechtenstein        | 1-1      |
| 2021  | 53 | 24 mars       | Coupe du monde de football 2022 (qualifications) | Norvège              | 0-3      |
|       | 54 | 27 mars       | Coupe du monde de football 2022 (qualifications) | Monténégro           | 1-4      |
|       | 55 | 30 mars       | Coupe du monde de football 2022 (qualifications) | Pays-Bas             | 0-7      |
|       | 56 | 4 juin        | Amical                                           | Slovénie             | 0-6      |
|       | 57 | 7 juin        | Amical                                           | Andorre              | 0-0      |
|       | 58 | 1er septembre | Coupe du monde de football 2022 (qualifications) | Lettonie             | 1-3      |
|       | 59 | 4 septembre   | Coupe du monde de football 2022 (qualifications) | Turquie              | 0-3      |
|       | 60 | 7 septembre   | Coupe du monde de football 2022 (qualifications) | Norvège              | 1-5      |
|       | 61 | 8 octobre     | Coupe du monde de football 2022 (qualifications) | Monténégro           | 0-3      |
|       | 62 | 11 octobre    | Coupe du monde de football 2022 (qualifications) | Pays-Bas             | 0-6      |
|       | 63 | 13 novembre   | Coupe du monde de football 2022 (qualifications) | Turquie              | 0-6      |
|       | 64 | 16 novembre   | Coupe du monde de football 2022 (qualifications) | Lettonie             | 1-3      |
| 2022  | 65 | 23 mars       | Amical                                           | Grenade              | 0-0      |
|       | 66 | 26 mars       | Amical                                           | Îles Féroé           | 0-0      |
|       | 67 | 2 juin        | Ligue des nations de l'UEFA 2022-2023            | Géorgie              | 0-4      |
|       | 68 | 5 juin        | Ligue des nations de l'UEFA 2022-2023            | Macédoine du Nord    | 0-2      |
|       | 69 | 9 juin        | Ligue des nations de l'UEFA 2022-2023            | Bulgarie             | 1-1      |
|       | 70 | 12 juin       | Ligue des nations de l'UEFA 2022-2023            | Macédoine du Nord    | 0-4      |
|       | 71 | 23 septembre  | Ligue des nations de l'UEFA 2022-2023            | Bulgarie             | 1-5      |
|       | 72 | 26 septembre  | Ligue des nations de l'UEFA 2022-2023            | Géorgie              | 1-2      |
|       | 73 | 16 novembre   | Amical                                           | Liechtenstein        | 2-0      |
|       | 74 | 19 novembre   | Amical                                           | Andorre              | 1-0      |
| 2023  | 75 | 24 mars       | Euro 2024 (qualifications)                       | Grèce                | 0-3      |
|       | 76 | 27 mars       | Euro 2024 (qualifications)                       | Pays-Bas             | 0-3      |
|       | 77 | 16 juin       | Euro 2024 (qualifications)                       | France               | 0-3      |
|       | 78 | 19 juin       | Euro 2024 (qualifications)                       | République d'Irlande | 0-3      |
|       | 79 | 6 septembre   | Amical                                           | Malte                | 0-1      |
|       | 80 | 10 septembre  | Euro 2024 (qualifications)                       | Grèce                | 0-5      |
|       | 81 | 11 octobre    | Amical                                           | Pays de Galles       | 0-4      |
|       | 82 | 16 octobre    | Euro 2024 (qualifications)                       | République d'Irlande | 0-4      |
|       | 83 | 18 novembre   | Euro 2024 (qualifications)                       | France               | 0-14     |
|       | 84 | 21 novembre   | Euro 2024 (qualifications)                       | Pays-Bas             | 0-6      |
| 2024  | 85 | 21 mars       | Ligue des nations de l'UEFA 2022-2023            | Lituanie             | 0-1      |
|       | 86 | 26 mars       | Ligue des nations de l'UEFA 2022-2023            | Lituanie             | 0-1      |
|       | 87 | 3 juin        | Amical                                           | Écosse               | 0-2      |
|       | 88 | 6 juin        | Amical                                           | Pays de Galles       | 0-0      |
|       | 89 | 4 septembre   | Amical                                           | Andorre              | 1-0      |
|       | 90 | 8 septembre   | Ligue des nations de l'UEFA 2024-2025            | Liechtenstein        | 2-2      |
|       | 91 | 10 octobre    | Ligue des nations de l'UEFA 2024-2025            | Saint-Marin          | 1-0      |
|       | 92 | 13 octobre    | Ligue des nations de l'UEFA 2024-2025            | Liechtenstein        | 0-0      |
|       | 93 | 15 novembre   | Ligue des nations de l'UEFA 2024-2025            | Saint-Marin          | 1-1      |
|       | 94 | 19 novembre   | Amical                                           | Moldavie             | 1-1      |
| 2025  | 95 | 22 mars       | Coupe du monde de football 2026 (qualifications) | Monténégro           | 1-3      |
|       | 96 | 25 mars       | Coupe du monde de football 2026 (qualifications) | Tchéquie             | 0-4      |
|       | 97 | 6 juin        | Coupe du monde de football 2026 (qualifications) | Croatie              | 0-7      |
|       | 98 | 9 juin        | Coupe du monde de football 2026 (qualifications) | Îles Féroé           | 1-2      |